# Milestones (film, 1916)
Pour les articles homonymes, voir Milestone.
Pour plus de détails, voir Fiche technique et Distribution.
Milestones est un film dramatique muet britannique réalisé par Thomas Bentley, sorti en 1916 et dont le scénario est inspiré de la pièce éponyme d'Arnold Bennett et Edward Knoblock.
Le film est considéré comme perdu et est répertorié sur la liste des 75 Most Wanted du British Film Institute.

## Distribution
- Isobel Elsom : Lady Monkhurst
- Owen Nares : Lord Monkhurst
- Campbell Gullan : Sir John Rhead
- Minna Grey : Gertrude Rhead
- Mary Lincoln : Rose Sibley
- Hubert Harben : Sam Sibley
- Esme Hubbard : Nancy Sibley
- Cecil Morton York : Joseph Sibley
- Roy Travers : Arthur Preece
- Lionel d'Aragon : Andrew MacLean
- Herbert Daniel : Richard Sibley
- Ernest A. Graham : Ned Pym
- Winifred Delavente : Honorable Muriel Pym
- Molly Hamley-Clifford : Mrs. Rhead